# حزب محافظه‌کار ژاپن
حزب محافظه‌کار ژاپن (ژاپنی: 日本保守党(اختصاری CPJ)) یک حزب سیاسی محافظه‌کار، اولتراناسیونالیستی ژاپنی و پوپولیست راست‌گرا در ژاپن است. این حزب در سال ۲۰۲۳ توسط نویسنده نائوکی هیاتاکا و روزنامه‌نگار کائوری آری‌موتو تأسیس شد. حزب مدعی است که، «برای حفاظت از کاکوتای و فرهنگ سنتی ژاپن تلاش می‌کند» و اغلب به عنوان حزبی که مخالف مهاجرت، بیگانه‌هراسی و استفاده از بلاغت بازنگری تاریخی است، شناخته می‌شود. رهبران این حزب اغلب در معرض اظهارات تبعیض‌آمیز علیه خارجی‌ها و اقلیت‌های جنسی قرار می‌گیرند، همچنین جنایات جنگی ژاپن پیش و در طول جنگ جهانی دوم، همچون کشتار نانجینگ را انکار می‌کنند.
این حزب به عنوان یک نهاد آلت‌راست در طیف سیاسی ژاپن دسته‌بندی می‌شود، چرا که ریشه‌های آن در گفتمان سیاسی آنلاین و برتری‌طلبی نتیزن‌های راست‌گرا و دیگر اعضای آن است. این حزب که توسط مفسران سیاسی اینترنتی تأسیس شده، وابستگی خود به فعالیت‌های دیجیتال و انتشار دیدگاه‌هایش در فضای آنلاین، شهرت خود را به عنوان یک تجلی از حرکت نتو-اویوکوا در ژاپن تقویت می‌کند. از سپتامبر ۲۰۲۳، این حزب پرطرفدارترین حزب سیاسی ژاپن در توئیتر است.
حزب مخالف حقوق ال‌جی‌بی‌تی در ژاپن، مهاجرت و برابری جنسیتی است. این حزب از چاوینیسم رفاهی، اصلاح قانون اساسی ژاپن و سیاست خارجی قوی‌تری علیه چین و کره شمالی حمایت می‌کند. آساهی شیمبون یادآور شده است که حزب حمایت خود را از افرادی می‌گیرد که قبلاً به حزب حزب دموکراتیک لیبرال ژاپن (LDP) تعلق داشتند، اما از سیاست‌های معتدل فومیو کیشیدا، رهبر حزب و نخست‌وزیر ناراضی شدند.

## تاریخ

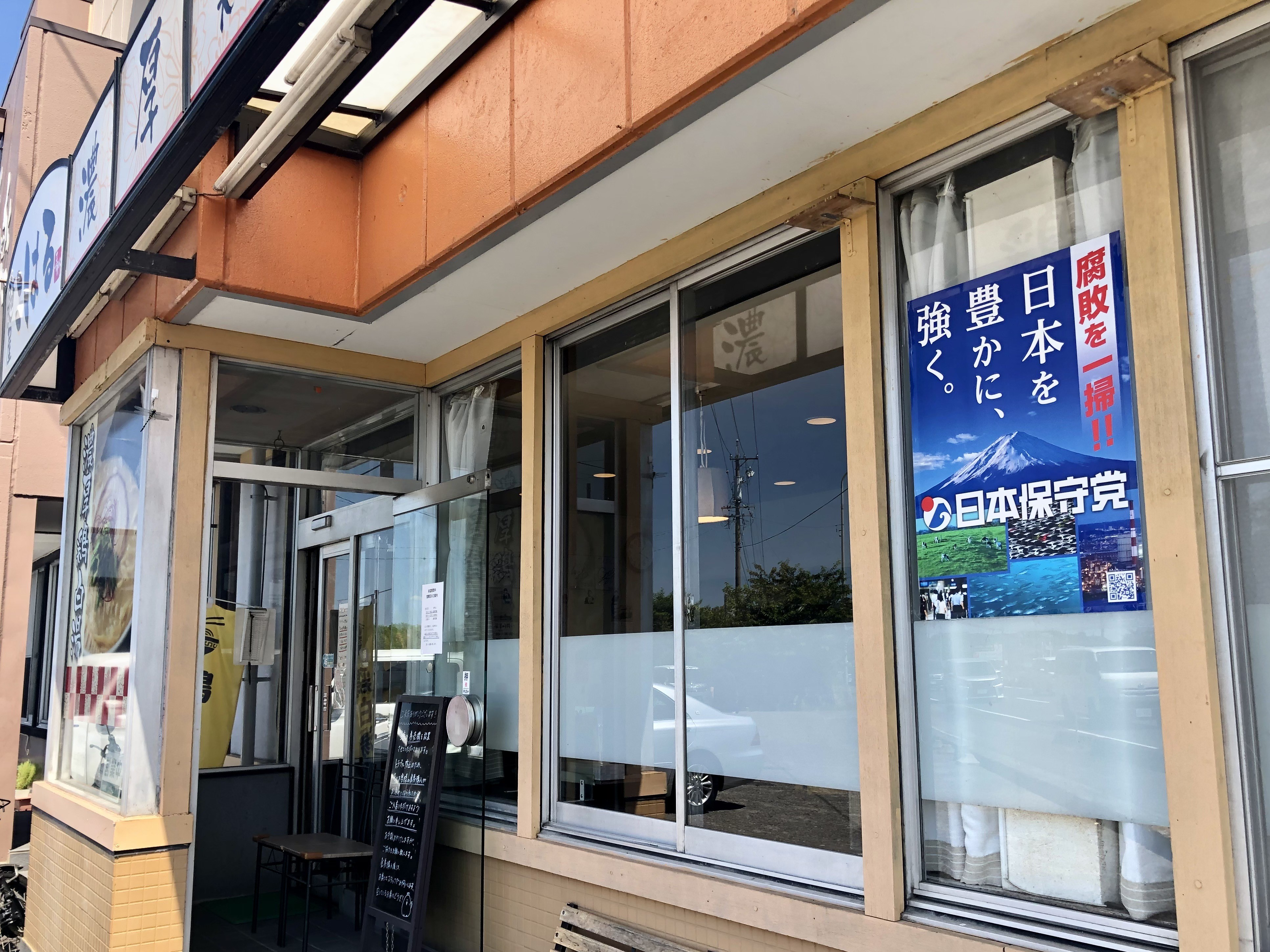
پوستر حزب محافظه‌کار ژاپن

در تاریخ ۱۲ ژوئن سال ۲۰۲۳، نویسنده و سیاست‌مدار راست‌گرا مفسر سیاسی نائوکی هیاتاکا اعلام کرد که اگر قانون ترویج درک ال‌جی‌بی‌تی که در آن زمان همچنان در حال بررسی و بحث در مجلس ملی ژاپن بود، تصویب شود، او برای خانه نمایندگان نامزد خواهد شد و حزبی جدید تأسیس خواهد کرد. چهار روز بعد، در تاریخ ۱۶ ژوئن، این لایحه در خانه نمایندگان تصویب و به قانون تبدیل شد. در نتیجه، او اعلام کرد که به همراه روزنامه‌نگار و مفسر سیاسی راست‌گرای دیگر، کائوری آری‌موتو، حزبی جدید تأسیس خواهد کرد. این حزب در تاریخ ۱ سپتامبر ۲۰۲۳ با نام موقت «حزب جدید هیاتاکا» (ژاپنی: 百田新党) راه‌اندازی شد و اعلام شد که فعالیت‌های رسمی آن از اکتبر ۲۰۲۳ آغاز خواهد شد. در تاریخ ۲ سپتامبر ۲۰۲۳، رهبر حزب هیاتاکا اعلام کرد که اگر حساب رسمی حزب در توییتر به ۲۰۰٬۰۰۰ دنبال کننده برسد، نام رسمی حزب را اعلام خواهد کرد. در تاریخ ۱۳ سپتامبر ۲۰۲۳، حساب مذکور به هدف خود که ۲۰۰٬۰۰۰ دنبال کننده بود رسید و نام رسمی حزب، «حزب محافظه‌کار ژاپن» اعلام شد.
در تاریخ ۱۴ سپتامبر ۲۰۲۳، کوساکا ایجی، عضو پیشین حزب سیاست مستقل شورای شهر آراکاوا به حزب محافظه‌کار پیوست و نخستین کرسی خود را در شوراهای محلی به حزب اختصاص داد. در تاریخ ۱۷ اکتبر ۲۰۲۳، در نخستین کنفرانس مطبوعاتی حزب اعلام شد که حزب کاهش مالیات ژاپن مستقر در ناگویا با حزب در سطح ملی ادغام خواهد شد و بنیان‌گذار و رهبر آن تاکاشی کاوامورا، که هم‌اکنون شهردار ناگویا است، به عنوان معاون رهبر حزب منصوب خواهد شد.